# Megawatt
Acronimul MW, ce semnifică un megawatt, este un cuvânt compus provenind din combinarea prefixului mega cu cuvântul watt (a se vedea și James Watt), cuvânt ce semnifică unitatea de măsură a puterii în Sistemul Internațional (SI).
Mega (cuvânt provenit din limba greacă) este un prefix multiplicator al unității de măsură de bază, egal cu 1.000.000 (un milion) sau, folosind notația exponențială, este 1 x 106 unitatea de măsură.  În concluzie, un megawatt este egal cu 1.000.000 watt.
1 MW = 1.000.000 W = 1 x 106 W = 106 W
Ca unitate de măsură a puterii energiei electrice furnizate de centralele electrice watt-ul este o unitate mult prea mică. De aceea, în exprimarea concretă a puterii debitate, recepționate și/sau folosite în industrie și economie megawatt-ul este multiplul folosit ca "unitate" de măsură a puterii în locul watt-ului.